# Hoogbrug (Delft)
De Hoogbrug is een gemetselde stenen boogbrug in het centrum van de stad Delft, in de Nederlandse provincie Zuid-Holland. De brug, gelegen bij Achterom, is een rijksmonument en is vermoedelijk gebouwd in de 16e eeuw.

## Naamgeving
De gemetselde boogbrug dankt haar naam aan het feit dat zij omhoog liep van de Lange Geer naar de Asvest, destijds een deel van de stadswal.
Dit is waarschijnlijk de destijds 'Hofbrug' genoemde brug die vermeld is in een charter van 3 mei 1355, waarin graaf Willem V van Holland Delft haar laatste (middeleeuwse) uitbreiding gunde. Vanaf hier liep een weg naar Koningsveld, een 'hof' van de graaf.
De kade van de brug is in 1752 hersteld op kosten van de eigenaars van de nabijgelegen mouterij 'De Passer'.